# Kawasaki 350 S2
La Kawasaki Mach II (modèle S2) est une motocyclette de 350 cm3 de cylindrée produite de 1971 à 1974 par Kawasaki Heavy Industries.

## Histoire
La Kawasaki modèle Mach II est l'héritière de la Kawasaki 500 H1 Mach III, de 1969. Elle connaît un franc succès, avec un moteur trois cylindres deux temps de 346 cm3 qui remplace dans la gamme le bi-cylindre à distribution par disque rotatif de la Kawasaki 350 A7 Avenger.
La S2 millésime 1973 est améliorée avec l'adoption d'un frein à simple disque à l'avant, d'un réglage de la fourche et d'une selle modifiée.
En 1974, elle devient la 400 S3 avec quelques modifications cosmétiques, notamment des lignes plus adoucies et sa cylindrée passe à 400 cm3.

## Design

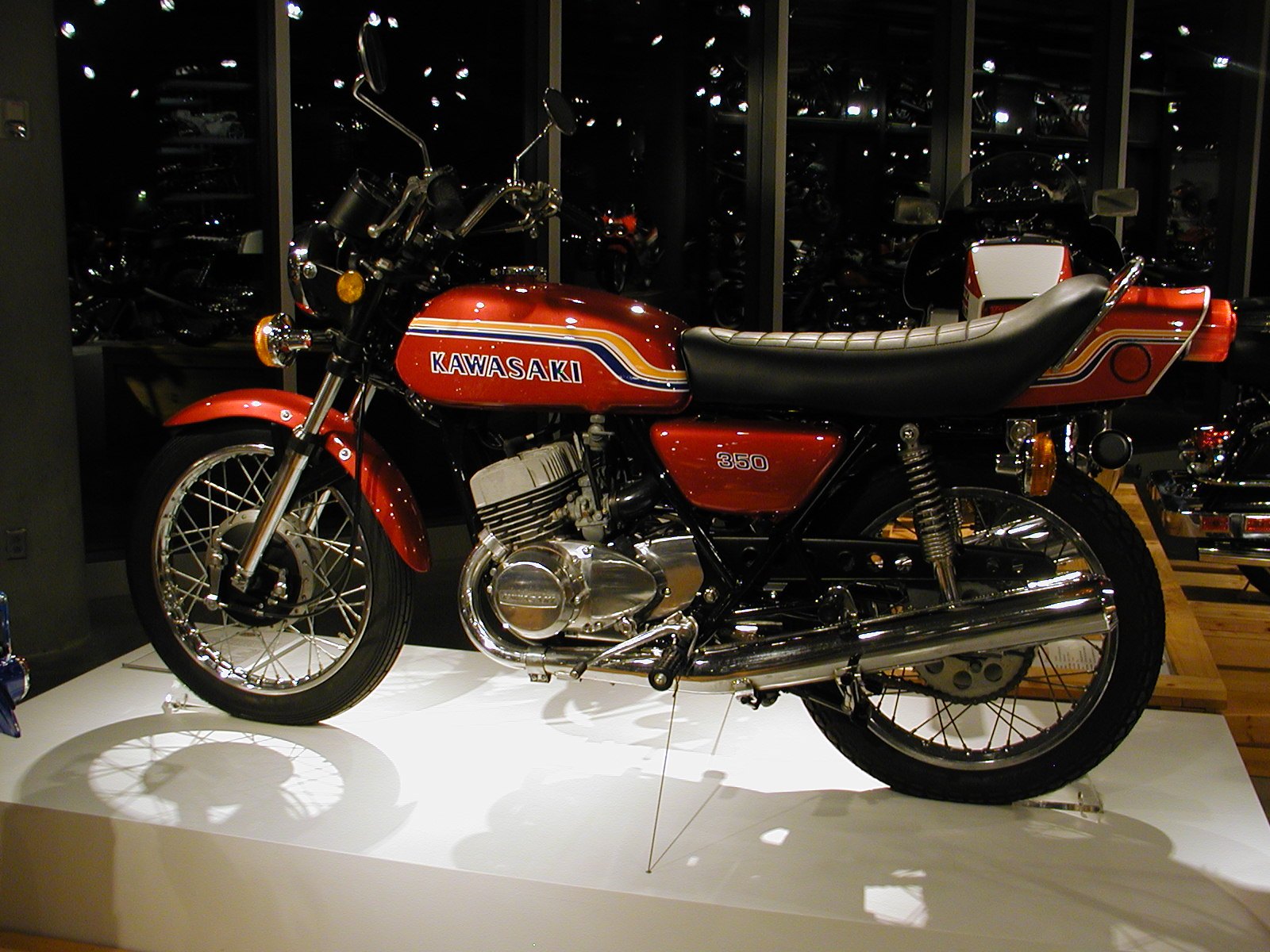
Exemplaire conservé au Barber Motorcycle Museum (USA).

En 1970, les designers de Kawasaki innovent avec une selle qui se prolonge par une sorte de carénage, le dosseret de selle, qui apparaît sur la S2 Mach II mais aussi sur la Kawasaki 250 S1 Mach I (250 cm3) ou la 750 H2 Mach IV. Outre l'aspect esthétique, ce dosseret constitue également un petit coffre pour y loger quelques accessoires. Il est pourvu d'une poignée de maintien pour le passager.
C'est la première moto de série à présenter un tel appendice. Le dosseret de selle recouvre une grande partie du feu arrière et permet d'avoir un garde-boue arrière moins visible. Cette nouveauté sera ensuite reprise par Yamaha et Suzuki sur de nombreux modèles.
Outre cette innovation, la S2 offre une ligne novatrice pour l'époque, un design agressif et des couleurs vives qui feront l'unanimité pour (ou contre) elle. Une consommation importante de carburant, d'huile et de bougies (NGK B-9HC), ainsi que la nécessité d'être parfaitement et fréquemment réglée en feront une machine au coût de maintenance élevé.

## Compétition
Célèbre pour sa participation à la Coupe Kawasaki en 1972 (vainqueur Patrick Pons) et 1973, la 350 S2 fut également engagée au Bol d'or en 1971 et termina 8e de la catégorie 500 (23e au général) aux mains de Henri Mignot et de Dominique Brejat.

## Apparition au cinéma
Un des protagonistes du film Elle court elle court, la banlieue (Gérard Pirès 1973) habitant dans une barre HLM, las de se faire régulièrement voler des pièces de sa rutilante 350 S2 modèle1973 (Cf disque avant), en vient à  la hisser tous les soirs au 6e étage de son immeuble avec un treuil pour la garer sur son balcon. La moto qui passe et repasse au bout de son câble devant le balcon de l'appartement du dessous, habité par le couple Marthe Keller/Jacques Higelin est un running gag du film.